# لوران پیشون
لوران پیشون (فرانسوی: Laurent Pichon‎؛ زادهٔ ۱۹ ژوئیهٔ ۱۹۸۶) دوچرخه‌سوار اهل فرانسه است.
از باشگاه‌هایی که در آن رکاب زده‌است می‌توان به تیم دوچرخه‌سواری اف‌دی‌جی و تیم دوچرخه‌سواری فورتونئو–اسکارو، اشاره کرد.